# Ibbenbüren
 Ibbenbüren  là một đô thị ở huyện Steinfurt, trong Nordrhein-Westfalen, Đức. Đô thị này có diện tích 108,85 km2, dân số cuối năm 2006 là 51.190 người.